# Sisto Cavalli
Sisto Cavalli (29 ottobre 1906 – Verscio, 9 dicembre 1981) è stato un calciatore svizzero, di ruolo attaccante.

## Carriera

### Nazionale
Si ricordano due presenze con la propria Nazionale, durante le quali non ha segnato o non si è distinto in modo particolare.

## Statistiche

### Cronologia presenze e reti in Nazionale
| Cronologia completa delle presenze e delle reti in nazionale ― Svizzera | Cronologia completa delle presenze e delle reti in nazionale ― Svizzera | Cronologia completa delle presenze e delle reti in nazionale ― Svizzera | Cronologia completa delle presenze e delle reti in nazionale ― Svizzera | Cronologia completa delle presenze e delle reti in nazionale ― Svizzera | Cronologia completa delle presenze e delle reti in nazionale ― Svizzera | Cronologia completa delle presenze e delle reti in nazionale ― Svizzera | Cronologia completa delle presenze e delle reti in nazionale ― Svizzera |
| Data                                                                    | Città                                                                   | In casa                                                                 | Risultato                                                               | Ospiti                                                                  | Competizione                                                            | Reti                                                                    | Note                                                                    |
| ----------------------------------------------------------------------- | ----------------------------------------------------------------------- | ----------------------------------------------------------------------- | ----------------------------------------------------------------------- | ----------------------------------------------------------------------- | ----------------------------------------------------------------------- | ----------------------------------------------------------------------- | ----------------------------------------------------------------------- |
| 13-6-1931                                                               | Praga                                                                   | Cecoslovacchia                                                          | 7 – 3                                                                   | Svizzera                                                                | Coppa Internazionale 1931-1932                                          | -                                                                       |                                                                         |
| 16-6-1931                                                               | Vienna                                                                  | Austria                                                                 | 2 – 0                                                                   | Svizzera                                                                | Amichevole                                                              | -                                                                       |                                                                         |
| Totale                                                                  |                                                                         | Presenze                                                                | 2                                                                       |                                                                         | Reti                                                                    | 0                                                                       |                                                                         |